# Central de Transporte Solidariedade
O Central de Transporte Solidariedade ou Porto Central de Comunicação (em Polonês: Centralny Port Komunikacyjny - CPK) é um megaprojeto do Governo da Polônia que visa a construção de um novo aeroporto construído do zero, será localizado em aproximadamente quarenta quilômetros à sudoeste de Varsóvia, bem como uma nova rede ferroviária nacional de alta velocidade e uma rede rodoviária de acesso controlado ligando o CPK a grande parte do resto do país. A abertura do aeroporto CPK não significaria o encerramento do Aeroporto de Varsóvia; nenhuma decisão oficial foi tomada ainda.
O nome "Solidarity Transport Hub Poland" é sugerido para o projeto no website em inglês. A palavra "Solidariedade" é em homenagem ao movimento social e sindical anti-regime que ocorreu na Polônia dos anos 1980.
A inauguração planejada da central é 2028. A princípio, o aeroporto terá duas pistas (4.000 m × 45 m), mas eventualmente quatro. O aeroporto e a estação ferroviária combinados estão planejados para atender 40 milhões de passageiros por ano – aproximadamente a escala do Aeroporto de Berlim-Brandenburgo – com a meta de longo prazo de cerca de 100 milhões de passageiros por ano. As conexões ferroviárias planejadas levarão 15 minutos para a estação ferroviária central de Varsóvia, 25 minutos para a estação ferroviária Łódź Fabryczna e 2 horas para a maioria das outras grandes cidades polonesas, como Cracóvia, Breslávia, Posnânia e Gdańsk. Também está prevista a construção de um trem de alta velocidade para Frankfurt (Oder), que deverá reduzir o tempo de viagem na rota Berlim - CPK para menos de 3,5 horas.
Após as eleições parlamentares polonesas de 2023, a coligação vencedora dos três partidos da oposição que pretende formar o novo governo comprometeu-se a reexaminar os planos para o aeroporto.

## Localização

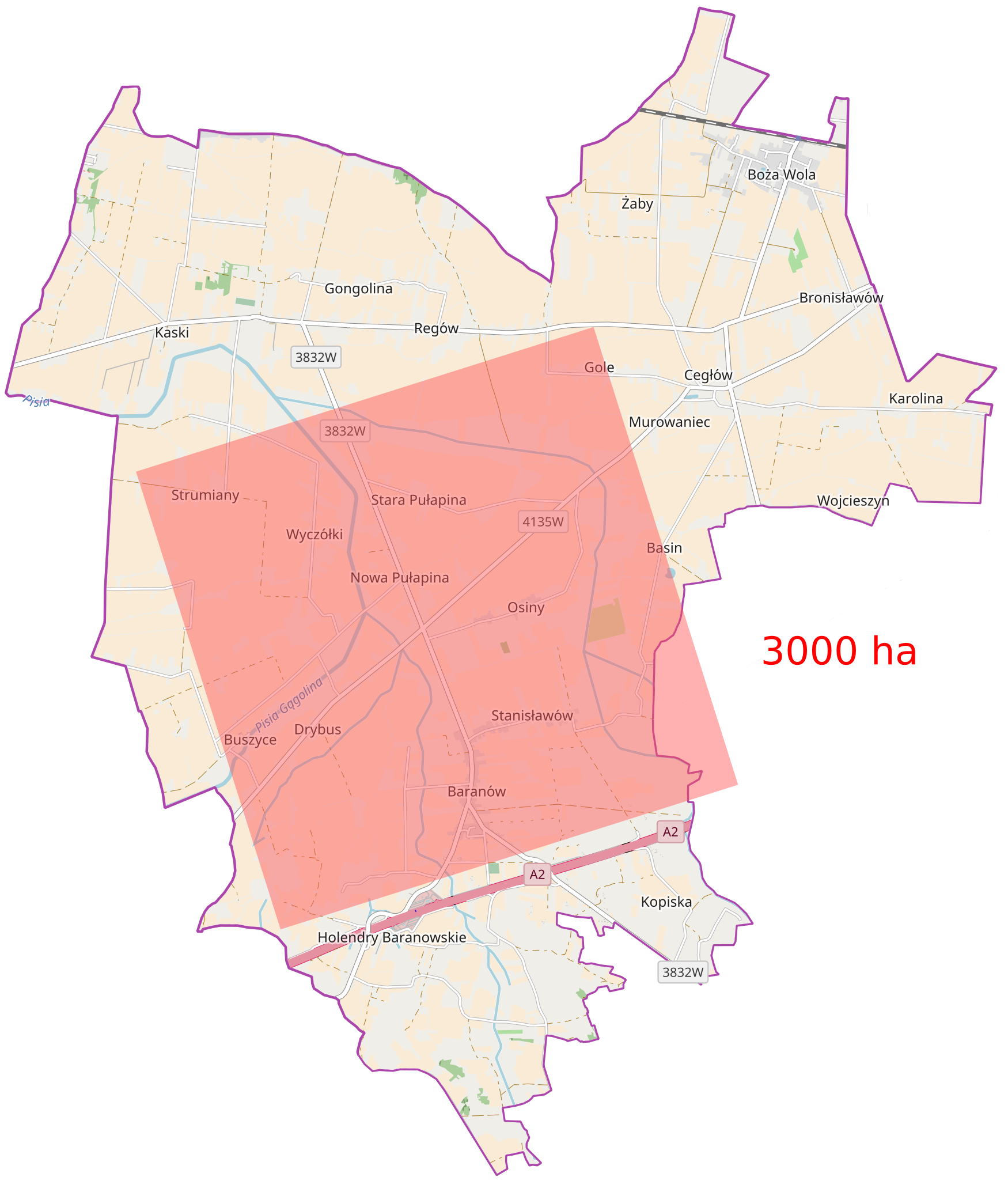
Área do aeroporto planejado

O local planejado para o aeroporto fica a cerca de 40 km a oeste de Varsóvia, próximo à vila de Stanisławów, que faz parte de Gmina Baranów, no condado de Grodzisk Mazowiecki. A comuna de Baranow ocupa uma parte significativa do condado de Grodzisk e, apesar do seu carácter rural, possui uma extensa infra-estrutura rodoviária. A autoestrada A2 e as linhas ferroviárias passam nas imediações do potencial local de construção, e Wrocław (via expressa S8) e Poznań (estrada nacional 92) ficam nas proximidades.
A escolha da localização foi feita após a análise de várias áreas. Antes de recomendar Baranów, a empresa de consultoria Arup analisou uma lista de locais potenciais, incluindo: Modlin, Wołomin, Sochaczew, Mszczonów, Babsk, Nowe Miasto nad Pilicą, Grójec e Radom-Sadków. Os especialistas consideraram a distância de Varsóvia, acessibilidade de transporte, acessibilidade de terreno e restrições ambientais, incluindo níveis de ruído. As análises mostraram que Baranów oferece uma localização ótima para o projeto.

## História
A discussão sobre um novo aeroporto para substituir o Aeroporto de Varsóvia começou na década de 2000. Em 12 de Maio de 2005, o Gabinete de Aviação Civil assinou um contrato com o consórcio espanhol Ineco-Sener para a realização de um estudo de viabilidade do aeroporto central. No entanto, tal estudo não foi efectivamente realizado durante os dois anos seguintes, o que foi interpretado como um sinal de que o projecto de um novo grande aeroporto central estava a ser adiado para um futuro indeterminado. No entanto, um novo aeroporto servindo Varsóvia foi proposto na Estratégia de Desenvolvimento de Infraestruturas de Transportes do governo para 2010–2013.
Depois que o partido Lei e Justiça voltou ao poder em 2015, o projeto ganhou ritmo, com o governo aprovando o plano em novembro de 2017.

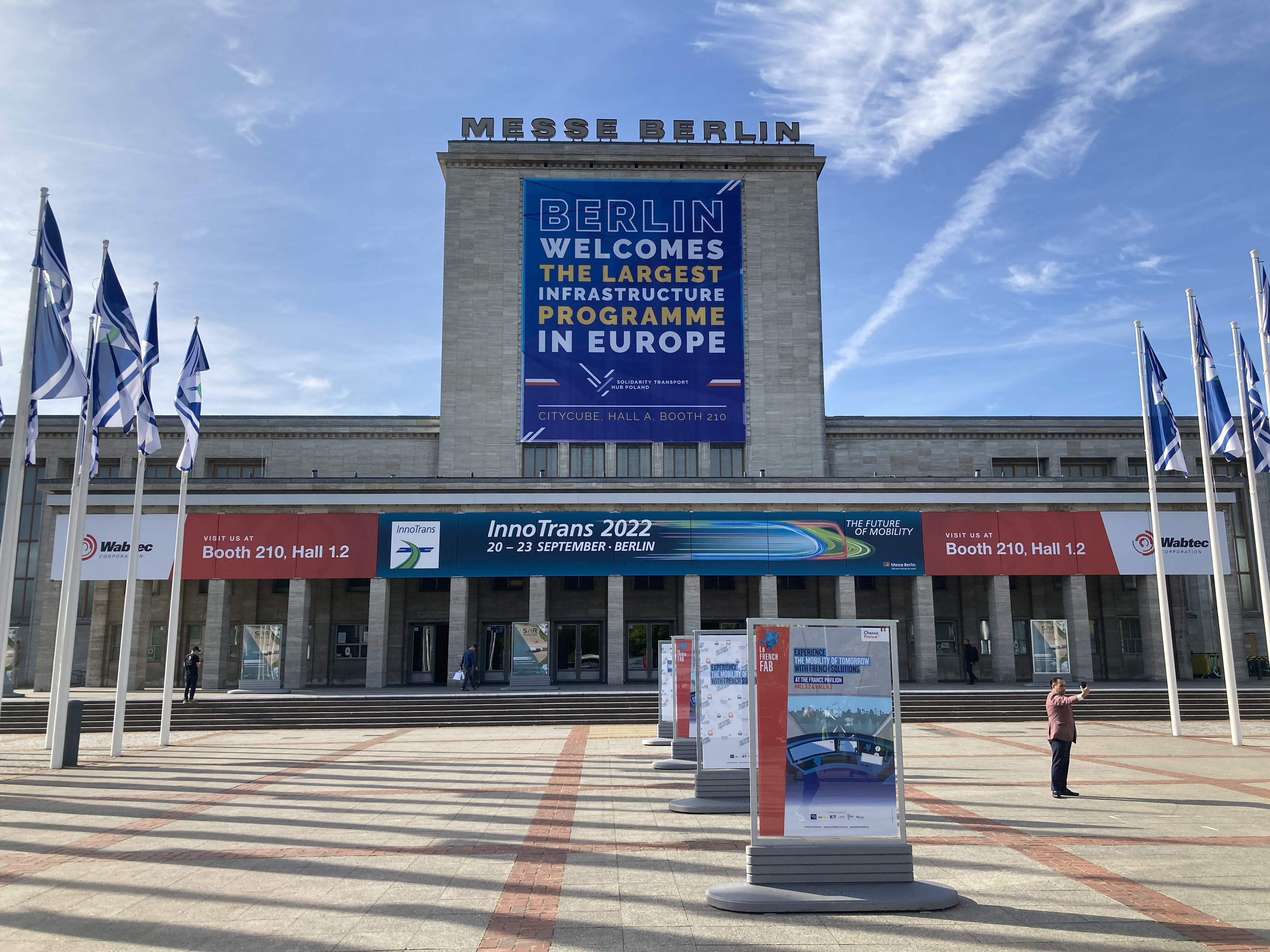
Cartaz da convenção InnoTrans 2022 com os dizeres: "Berlim acolhe o maior programa de infra-estruturas da Europa. Central de Transporte Solidariedade. Polónia."

Em 17 de junho de 2018, os residentes do distrito de Baranów, condado de Grodzisk Mazowiecki, votaram contra o plano de construção do novo aeroporto. Com uma participação eleitoral de 47% dos quais 84% dos participantes se opuseram ao plano. O referendo não foi vinculativo, contudo o vice-ministro das Infraestruturas, Mikołaj Wild, disse que a voz do público seria tida em consideração.
Em Junho de 2019, a Embaixada Britânica, em conjunto com a Solidarity Transport Hub Company, realizou workshops de arquitectura, convidando empresas de arquitectura de renome para partilharem os seus conceitos preliminares sobre o aspecto do projecto. Os estudos têm como objetivo servir de inspiração na elaboração do plano diretor, não sendo o investidor obrigado a utilizar nenhum dos projetos. Os conceitos do terminal foram preparados por seis estúdios de design renomados: Foster + Partners, Grimshaw Architects, Chapman Taylor, Zaha Hadid Architects, Benoy e Pascall+Watson:
- Foster + Partners propôs a construção de dois terminais: um principal, em formato de “chave” e com layout muito semelhante ao Aeroporto Chek Lap Kok (outro projeto de aeroporto desenhado pela Foster + Partners) e um complementar com a letra “X " forma, que seria criada na segunda etapa. Assim, a empresa propôs uma construção modular do aeroporto, que pode ser ampliada no tempo e adaptada às necessidades do crescente tráfego aéreo. Ambas as partes deverão ser integradas entre si (por exemplo, através de uma linha de transporte entre terminais), sendo a segunda criada quando a procura do mercado justificar a expansão do aeroporto.

- Grimshaw Architects surgiu com o conceito de "centro democrático", tentando invocar a tradição polaca, em particular às mudanças políticas após 1989 e à história do movimento Solidariedade. Eles pretendiam que o terminal não tivesse escala, fosse de tamanho racional e desprovido do tipo de megalomania que caracteriza alguns centros de transporte construídos recentemente. A ideia é reduzir o tempo de transferência e a distância dos passageiros.

- Chapman Taylor envolve esconder a parte da base do terminal sob uma enorme cúpula transparente localizada entre as duas pistas. Como explicam os seus criadores, a cúpula redonda é um símbolo de unidade infinita e, portanto, uma referência à história da Polónia.[12]

- Zaha Hadid Architects preparou três visões equivalentes do CPK, que se baseiam em uma abordagem diferente para conectar o aeroporto à ferrovia. Todos os três projetos partilham uma boa iluminação do espaço aeroportuário, possível através da utilização de elementos transparentes de grande superfície, bem como da incorporação de vegetação no interior do terminal combinada com um sistema de manutenção nas condições climáticas polacas. A primeira solução situa um entroncamento ferroviário diretamente abaixo do aeroporto, o que permitiria aos viajantes, por exemplo, observar os comboios que se aproximam a partir de níveis mais elevados. O segundo conceito prevê que apenas a parte de passageiros da estação fique localizada diretamente acima das plataformas, conectando-se aos demais elementos do aeroporto incluídos no plano diretor. Os projetistas também propuseram uma terceira solução, mais futurística, em que os trens se aproximam diretamente de partes separadas dos terminais, em plataformas situadas em diferentes alturas.

- Benoy enfatiza a ecologia e o desenvolvimento sustentável. Eles propõem construir uma cidade aeroportuária sólida em torno do aeroporto proposto. A criação de tal área ao redor do porto será possível ocultando partes subterrâneas de estradas e ferrovias nas imediações do aeroporto. No centro do sistema estará uma cobertura de vidro coberta por um centro de transferência, que integrará vários meios de transporte e para onde conduzirão as vias de comunicação.

- Pascall+Watson é o mais geral dos conceitos apresentados. O diretor de projeto Nitesh Naidoo da Pascall+Watson apresentou soluções utilizadas em aeroportos na Europa e na Ásia (por exemplo, em Londres, Munique, Hong Kong e Abu Dhabi), sugerindo quais delas deveriam ser adaptadas às necessidades do aeroporto proposto. Para efeitos da apresentação, ele combinou a ideia de uma "mega-central" (referindo-se ao novo aeroporto de Istambul) e uma "multi-central" (apontando para o Aeroporto Changi de Singapura, em Singapura).